# Ёсида, Тоси
Тоси Ёсида (яп. 吉田遠志, 25 июля 1911[…], Токио — 1 июля 1995[…]) — японский художник-гравёр. Известен своими работами в стиле анимализма, иллюстрациями детских книг и гравюрами, написанными в различных странах, в которые он путешествовал.

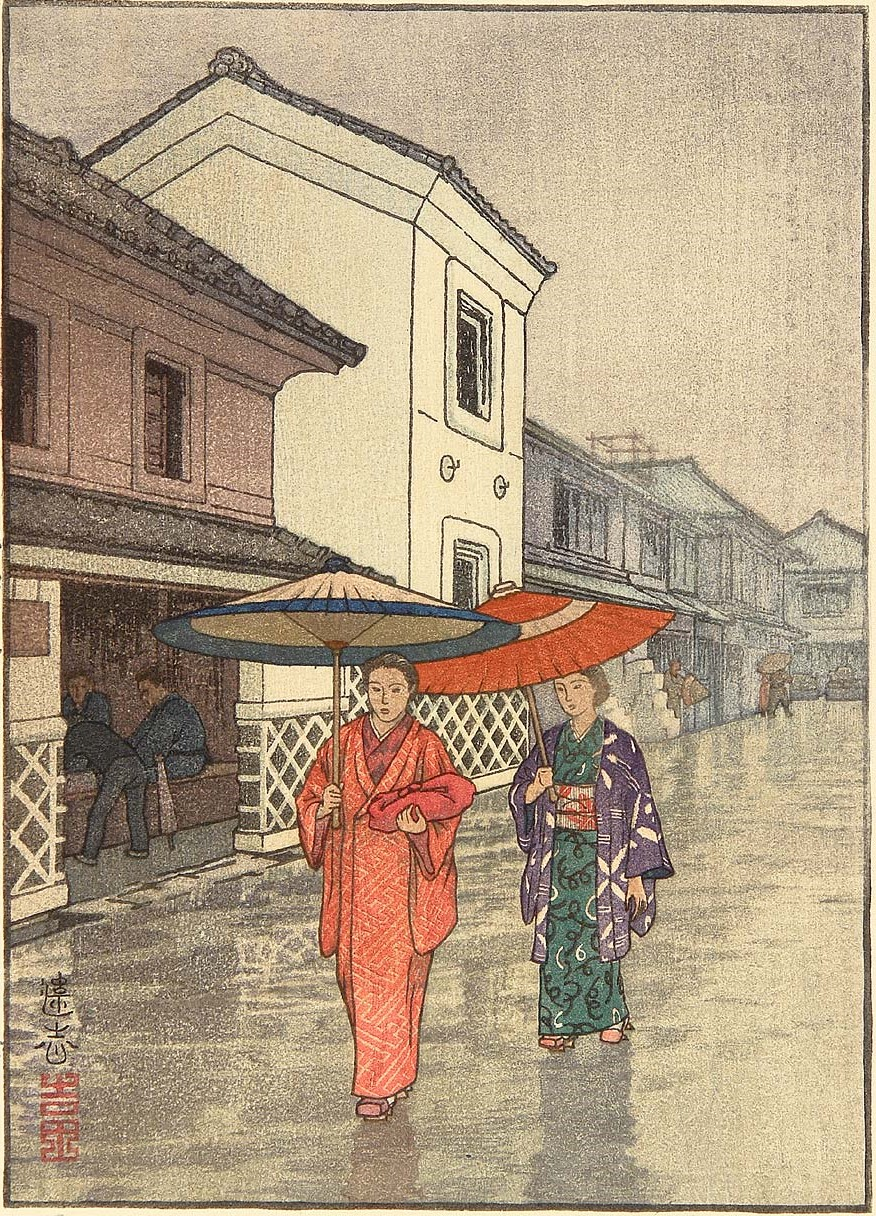
Ёсида Тоси — Прогулка дам с зонтиками.

## Биография
Родился в Токио. Был старшим сыном художника и гравёра по дереву Ёсиды Хироси. Как и его брат Ходака, он познакомился с традиционными техниками гравюры по дереву в раннем возрасте в студии своего отца.

### Детство
Нога Ёсиды была парализована в раннем детстве. Не имея возможности посещать школу, он любил наблюдать за животными и бывать в мастерской своего отца, где он наблюдал за процессом создания гравюр. По настоянию бабушки Руи Ёсиды Тоси стал сам делать зарисовки животных.
В 1926 году Тоси окончательно выбрал анимализм в качестве основной темы, чтобы отличаться от своего отца, который был пейзажным гравёром.

## Творчество
В 1930 году Ёсида Тоси вместе со своим отцом отправился в Юго-Восточную Азию. Они посетили Индию, Бирму и Малайзию, где написали серии картин.
В 1934 году завершил обучение в художественной школе «Тайхэйё Гакаи Кенкюдзё»
В 1936 году вместе со своим отцом посетил северо-восточный Китай и Корейский полуостров. В 1938 году художник впервые смог выставиться в Тайхэйё Гакаи и продолжал делать это в последующие годы.
В 1940 году женился на Кацуре Кисо, за время брака у пары родилось пять сыновей.
В 1943 году Ёсида создал картины маслом, на которых изображены рабочие фабрик и гражданские лица, занятые в военном производстве. После войны из-за экономических трудностей Ёсида опубликовал семнадцать пейзажных работ для американских военнослужащих и их жен.
После Второй мировой войны в 1947 году в выставке «Ниттен» выставил картину «Сэнкай но ёко» (浅海の陽光) — «Солнечный свет над плоским морем». Он также показывал фотографии на «Выставке независимых» (アンデパンダン展).
В 1950 году вышел из Тайхэйё Гакаи и основал «Группу художников плюс» (プラス美術家群, Пурасу бидзюцука-гуми). В следующем году он стал членом «Японской ассоциации печати» (日本版画協会, Нихон ханга кёкай). Смерть отца повлияла на его решение о разрыве с натурализмом и переходе к абстрактной гравюре. В этом его поддержал брат Ходака.
В 1952 году он читал лекции в США в сотрудничестве с Японским обществом в Нью-Йорке, преподавал традиционные техники гравюры по дереву в Чикагском институте искусств и участвовал в написании книги на английском языке под названием «Японская гравюра. Справочник традиционных и современных техник».
Прежде чем отправиться в Европу, он проводил выставки в различных частях США.
В 1954 году Ёсида снова посетил Соединённые Штаты вместе со своим братом Ходакой, художником западного стиля, читая лекции и устраивая выставки в различных частях страны. Затем он посетил Кубу и Мексику. После 1966 года продолжал время от времени ездить в США, чтобы читать лекции и проводить выставки гравюр на дереве. 
В 1973 году посетил Восточную Африку и с тех пор в основном занимался гравюрами со звериными мотивами. Позже путешествовал по Индии, Австралии, был в Антарктиде. Ёсида путешествовал для вдохновения, чтобы изображать дикую природу различных мест. 
В 1980 году в старом здании начальной и средней школы в деревне Миаса (префектура Нагано) был основан «Культурный центр Миаса» (美麻文化センター) как место для занятий по технике гравюры на дереве, стекле и керамике. Ёсида работал там учителем.
С 1954 по 1973 год создал около трёхсот гравюр.
В 1982 году начал публиковать серию изображений под названием «Серия дикой природы Африки» (野生動物シリーズ(アフリカ), Yasei dōbutsu shirīzu). В том же году он выиграл «Приз Эльбы» на итальянской Болонской детской книжной ярмарке за «Хаджимете но Кари» (はじめてのかり), а в 1988 году — культурную премию города Амьена за «Ашиото» (あし).おと) — «Шаги». Серия гравюр получила премию «Иллюстрированная книга Ниппон» (絵本にっぽん賞).
С 1971 до последних лет своей жизни, Тоси в основном работал исключительно над анималистическими гравюрами, также был иллюстратором детских книг.
Писал собственные короткие рассказы и делал иллюстрации в серии Animal Picture Book.